# Peter Gaffney
Peter Gaffney est un scénariste et producteur américain. Il est principalement connu pour son travail sur les séries télévisées Les Razmoket, Drôles de Monstres, Les Simpson et Jumanji.

## Filmographie

### Scénariste

#### Pourles Simpson
| Année | Titre                    | Titre original           | Saison | Épisode | Réalisateur                       |
| ----- | ------------------------ | ------------------------ | ------ | ------- | --------------------------------- |
| 2006  | Simpson Horror Show XVII | Treehouse of Horror XVII | 18     | 4       | David Silverman, Matthew Faughnan |
| 2011  | Homer aux mains d'argent | Homer Scissorhands       | 22     | 20      | Mark Kirkland                     |

#### Autre
- 1987 : Quality Time with Uncle Spike
- 1991 : Mariés, deux enfants (1 épisode)
- 1991 : Clarissa Explains It All (1 épisode)
- 1991 : Slash & Burn: The Freddy Krueger Story
- 1992-1994 : Les Razmoket (3 épisodes)
- 1994 : Beavis et Butt-Head (2 épisodes)
- 1994 : Beethoven (2 épisodes)
- 1994-1995 : Drôles de Monstres (5 épisodes)
- 1995 : Æon Flux (4 épisodes)
- 1996 : Jumanji
- 1997 : Nightmare Ned
- 1997-2000 : La Cour de récré (4 épisodes)
- 1998 : Daria (2 épisodes)
- 1999 : Downtown
- 2000 : Starship Troopers (3 épisodes)
- 2001 : Les Weekenders (1 épisode)
- 2001 : La Légende de Tarzan (2 épisodes)
- 2001 : La Cour de récré : Vive les vacances !

### Producteur
- 1997 : Jumanji